# Slag bij Chrysas
De Slag bij Chrysas was een slag die gevochten werd in 392 v.Chr. tijdens de Siciliaanse Oorlogen, tussen een Carthaags leger onder leiding van Mago en een Grieks leger onder leiding van Dionysius I, de tiran van Syracuse.
Dionysius werd geholpen door Agyris, de tiran uit Agyrium van de Sicelen. Mago was in 393 v.Chr. verslagen door Dionysius bij bij Abacaenum, maar dit had het Carthaagse grondgebied niet geschaad. In 392 v.Chr. trok Mago op tegen de steden van de Sicelen die een alliantie hadden gesloten met de Syracusanen, nadat Carthago hem versterkingen had gestuurd. Nadat de Carthagers de rivier Chrysas hadden bereikt en er hun kamp hadden opgeslagen, overvielen de Sicelen de Carthaagse bevoorradingslijnen waardoor ze een voedseltekort veroorzaakten, terwijl de Griekse soldaten tegen Dionysius rebelleerden en deserteerden uit het leger toen hij een veldslag wilde vermijden. Zowel Mago als Dionysius kwamen een vredesovereenkomst overeen, die de Carthagers toestond om het grondgebied ten westen van de rivier Halcyus te bezetten, terwijl Dionysius de controle kreeg over het grondgebied van de Sicelen. De vrede zou tot 383 v.Chr. standhouden, toen Dionysius de Carthagers opnieuw aanviel.